# Portugáliai Mihály asztúriai herceg
Portugáliai Mihály (Zaragoza, 1498. augusztus 23. – Granada, 1500. július 19.), teljes neve portugálul: D. Miguel da Paz de Trastâmara e Avis, spanyolul: Miguel de la Paz de Portugal y Aragón, katalánul: Miquel da Paz, olaszul: Michele della Pace d'Aviz, portugál, kasztíliai, aragón királyi herceg (infáns) és szicíliai királyi herceg, valamint trónörökös, Asztúria és Girona hercege. Az Avis-ház tagja. Később született féltestvérei voltak: III. János portugál király és Portugáliai Izabella német-római császárné, V. (Habsburg) Károly felesége.

## Élete
I. Mánuel portugál királynak, valamint Trastamara Izabella kasztíliai és aragón infánsnőnek és Asztúria hercegnőjének az egyetlen gyermeke. Anyja révén I. Izabella kasztíliai királynő és II. Ferdinánd aragóniai király unokája. Anyja kasztíliai trónörökösnő, és így Asztúria hercegnője volt, de az Aragón Gyűlés megtagadta tőle, hogy Aragónia trónörökösévé is nyilvánítsa öccse, Aragóniai János asztúriai hercegnek a halála és annak utószülött, halva született gyermeke után 1498-ban a száli törvény miatt, amely tiltotta a nők trónöröklési jogát Aragóniában. Izabella portugál királyné azonban ebben az időben már gyermeket várt, ezért az Aragón Gyűlés kifejezte abbéli reményét, hogyha a királyné fiút szül, és azt Aragóniában hozza világra, akkor azt a fiút elismerik trónörökösnek. Anyját, I. Izabella királynőt felháborították az aragónok kijelentései, és katonai akciókkal fenyegetőzött férje országa ellen, hogy ekkora megaláztatásban részesíti a lányát, de végül megenyhült, és lánya Aragónia fővárosában, Zaragozában maradt, hogy ott hozza világra első gyermekét. 1498. augusztus 23-án megszületett a várva-várt fiú, de az egészségileg korábban is gyenge édesanya belehalt a szülésbe. I. Mánuel portugál király, aki szintén Aragóniában tartózkodott, ahol az egész királyi család töltötte a gyerekvárás pillanatait, felesége halála után visszatért országába, Portugáliába, nagyszülei gondjaira bízva újszülött gyermekét. Izabella királynőt lesújtotta újabb gyermekének a halála. Az Aragón Gyűlés pedig ígéretéhez híven trónörökösnek ismerte el a kis herceget, és felruházta a Girona hercege címmel. Kasztíliában édesanyja halála után rögtön trónörökössé nyilvánították, és a Kasztíliai Gyűlés megadta neki az Asztúria hercege titulust, ott nem számított, hogy az országban született-e vagy sem. Portugáliában sem volt más a helyzet, hiszen vérbeli királyi hercegként automatikusan trónörökösnek tekintették. Ezzel a kis Mihály herceg egész Hispánia trónörököse lett, és azzal a reménnyel kecsegtetett, hogy az egész Ibériai-félsziget egyszer majd egy kézbe kerül, egy uralkodó irányítja majd, igaz csak perszonálunió révén.
Mihály herceg egészsége azonban édesanyjához hasonlóan gyenge lábakon állt, így anyai nagyanyja, I. Izabella óvó tekintete kísérte, és közvetlen közelében neveltette első, élve született unokáját. A kis herceg egészségi állapota viszont rohamosan hanyatlott, míg végül 1500. július 19-én Izabella királynő karjai között halt meg a granadai királyi palotában.
Unokatestvére, Habsburg Károly ekkor féléves volt, akinek az édesanyja, Johanna lett a trónörökös, és Károly révén 1555-től 1700-ig a Habsburgok birtokába került Hispánia. Károly házassága okán Mihály herceg későbbi féltestvérével, Izabellával pedig egy ideig (1580–1640) még Portugália trónját is megszerezték, ahogy ez Mihály esetében természetesnek is tűnt, hogy vele egy jogar alatt egyesül az egész Ibériai-félsziget.

## Külső hivatkozások
- Foundation for Medieval Genealogy/Aragon Kings Genealogy – 2014. május 25.
- Euweb/Capet/Portugal Genealogy – 2014. május 25.

| Előző Aragóniai Izabella | Asztúria hercege 1498 – 1500       | Következő Aragóniai Johanna    |
| Előző Aragóniai János    | Aragónia trónörököse 1498 – 1500   | Következő Aragóniai Johanna    |
| Előző Aragóniai János    | Szicília trónörököse 1498 – 1500   | Következő Aragóniai Johanna    |
| Előző Bragançai Jakab    | Portugália trónörököse 1498 – 1500 | Következő Portugáliai Eleonóra |